# Józefina Reszke
Józefina Reszke-Kronenberg (ur. 4 czerwca 1855 w Warszawie, zm. 22 lutego 1891 tamże) – polska śpiewaczka (sopran dramatyczny).

## Zarys biografii

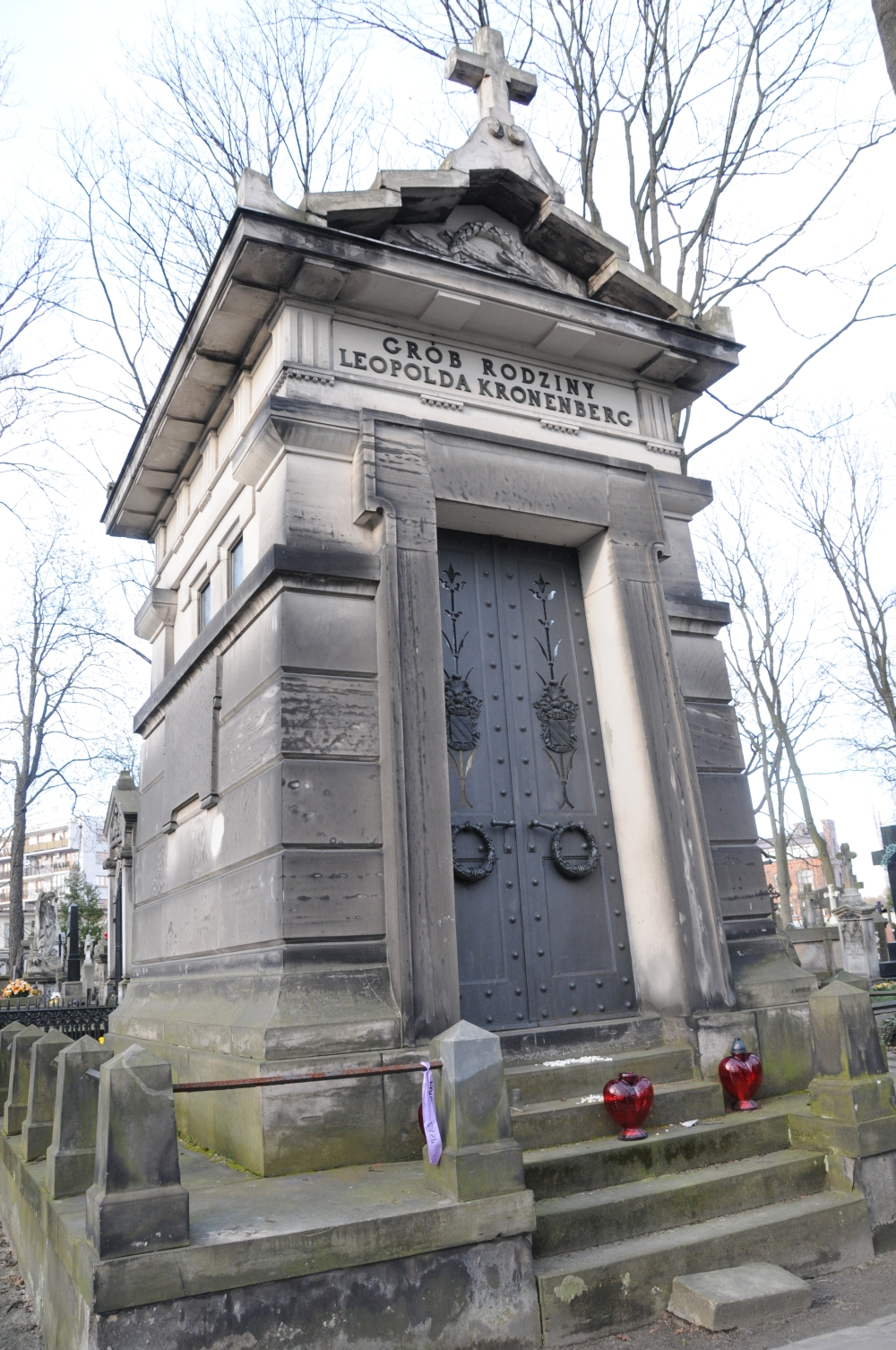
Grób Józefiny Reszke-Kronenberg na Powązkach

Była córką Jana Reszke, siostrą Jana i Edwarda.
Uczyła się śpiewu u Henriette Nissen-Saloman w konserwatorium w Petersburgu. Zadebiutowała w 1871 w Poznaniu, jej debiut zagraniczny miał miejsce w Wenecji w 1874. Śpiewała na scenach operowych w Paryżu, Madrycie, Lizbonie i Londynie. W 1877 wystąpiła w paryskiej prapremierze Króla Lahore Masseneta, a w 1884 – w premierze jego Herodiady, wspólnie z obu braćmi.
W pełni sławy opuściła scenę po poślubieniu barona Leopolda Juliana Kronenberga (syna Leopolda Kronenberga), z którym zamieszkała w Polsce. Od tej pory już tylko parokrotnie wystąpiła w operze w Warszawie.
Była pierwszą nauczycielką śpiewu Zofii Mingardi.
Dziećmi Józefiny i Leopolda Juliana byli Józefina Róża i Leopold Jan.
Zmarła po połogu 22 lutego 1891 w Warszawie. Pochowana jest w kaplicy rodzinnej Kronenbergów na Powązkach, którą Leopold Julian wzniósł w 1893 (projekt – Artur Goebel, wykonanie – Józef Norblin, płaskorzeźba – Antoni Olesiński) (kwatera 19-1/2-28).